# Oral, Kazakhstan
Oral (tiếng Kazakh: Орал), Uralsk (tiếng Nga: Уральск) trong tiếng Nga, tên cũ là Yaitsk (tiếng Nga: Яицк, cho đến năm 1775) là thành phố thủ phủ tỉnh Tây Kazakhstan. Thành phố nằm ở nơi hợp lưu hai con sông Ural và Chogan gần biên giới Nga. Dân số năm 2009 là 221.388 người. 60% dân số là người Kazakh. Oral là một trung tâm nông nghiệp và công nghiệp, và đã là một điểm dừng chân thương mại quan trọng kể từ khi thành lập. Sà lan chuyên chở hàng hóa đã thông qua và xuống sông Ural giữa biển Caspi và dãy núi Ural trong nhiều thế kỷ. Ngày nay nó là một trong những điểm nhập chính cho giao thông đường sắt từ châu Âu đến Siberia, phục vụ các mỏ dầu nhiều ở lưu vực Caspi và các thành phố công nghiệp của Ural phía Nam. Thành phố có sân bay Oral Ak Zhol.

## Lịch sử
Oral, được thành lập năm 1613 bởi người Cossack, ban đầu được đặt tên là Yaitsk, theo sông Yaik, tên của sông Ural vào thời điểm đó. Bởi vì người Cossack Yaik (Cossack Ural) đứng về phía những người khởi nghĩa trong cuộc nổi loạn của Stenka Razin, Pugachev, Ekaterina II của Nga tuyên bố vào ngày 15 tháng 1 năm 1775 rằng sông Yaik từ nay trở đi sẽ được đổi tên thành sông Ural và Yaitsk sẽ được đổi tên thành Uralsk.
Thành phố đã bị chiếm bởi Pugachev, và pháo đài bị bao vây từ ngày 30 tháng 12 năm 1773 đến ngày 17 tháng 4 năm 1774. Quân Sa hoàng dưới sự chỉ huy của Mantsurov đã chiếm thành phố sau khi Golytsin đã giành lại được thành phố Orenburg từ các lực lượng nổi dậy.
Pushkin đã đến thăm thành phố với bạn ông Vladimir Dahl trong tháng 9 năm 1833 trong khi làm nghiên cứu cho cuốn sách Lịch sử của Pugachev và cuốn tiểu thuyết Người con gái viên đại úy.
Thành phố bị người Cossack vây hãm trong thời gian cuộc nội chiến Nga. Mikhail Frunze, Vasily Chapaev và Georgy Zhukov đã tham gia việc bảo vệ thành phố. Uralsk được đổi tên thành Oral (nó không bao giờ được chính thức đổi tên thành Oral, Oral là kiểu dịch của tiếng Kazakhstan của Uralsk) sau khi Kazakhstan độc lập vào năm 1991.

## Khí hậu
Khí hậu Oral là lục địa với mùa đông lạnh và mùa hè ấm áp, thường nóng. Theo phân loại khí hậu Köppen, Oral có khí hậu lục địa nóng ẩm mùa hè (Köppen là Dfa). Mùa hè cực kỳ nóng khi xem xét vị trí của nó ở phía bắc vĩ tuyến 51, nhưng mùa đông gợi nhớ nhiều hơn đến khí hậu lục địa xa hơn về phía đông thay vì phía Nga.